# Обельница
Обельница (укр. Обельниця) — село в Рогатинской городской общине Ивано-Франковского района Ивано-Франковской области Украины.
Население по переписи 2001 года составляло 466 человек. Занимает площадь 5,693 км². Почтовый индекс — 77047. Телефонный код — 03435.